# 耳语
耳语是一种无声发声态，声带外展以不震动，空气从杓状软骨之间经过，创造出说话时听得见的湍流。喉上调音则完全和平时相同。
正常说话时，声带一般介于发声和不发声之间。耳语时，则只有浊音部分改变，这样声带介于耳语声和不发声之间，不过这两个状态的声学差距非常小。因此，要想实现耳语的语音识别相当难，在声调完全缺失的条件下，通过特征性频谱范围探知音节和词汇几乎不可能。人工神经网络等更先进的技术手段可以胜任这一工作，如Amazon Alexa。
国际音标没有专门描写耳语用的符号，因为耳语不在任何语言中作为音位出现。有时会在浊音下加点表示。

## 社交用途

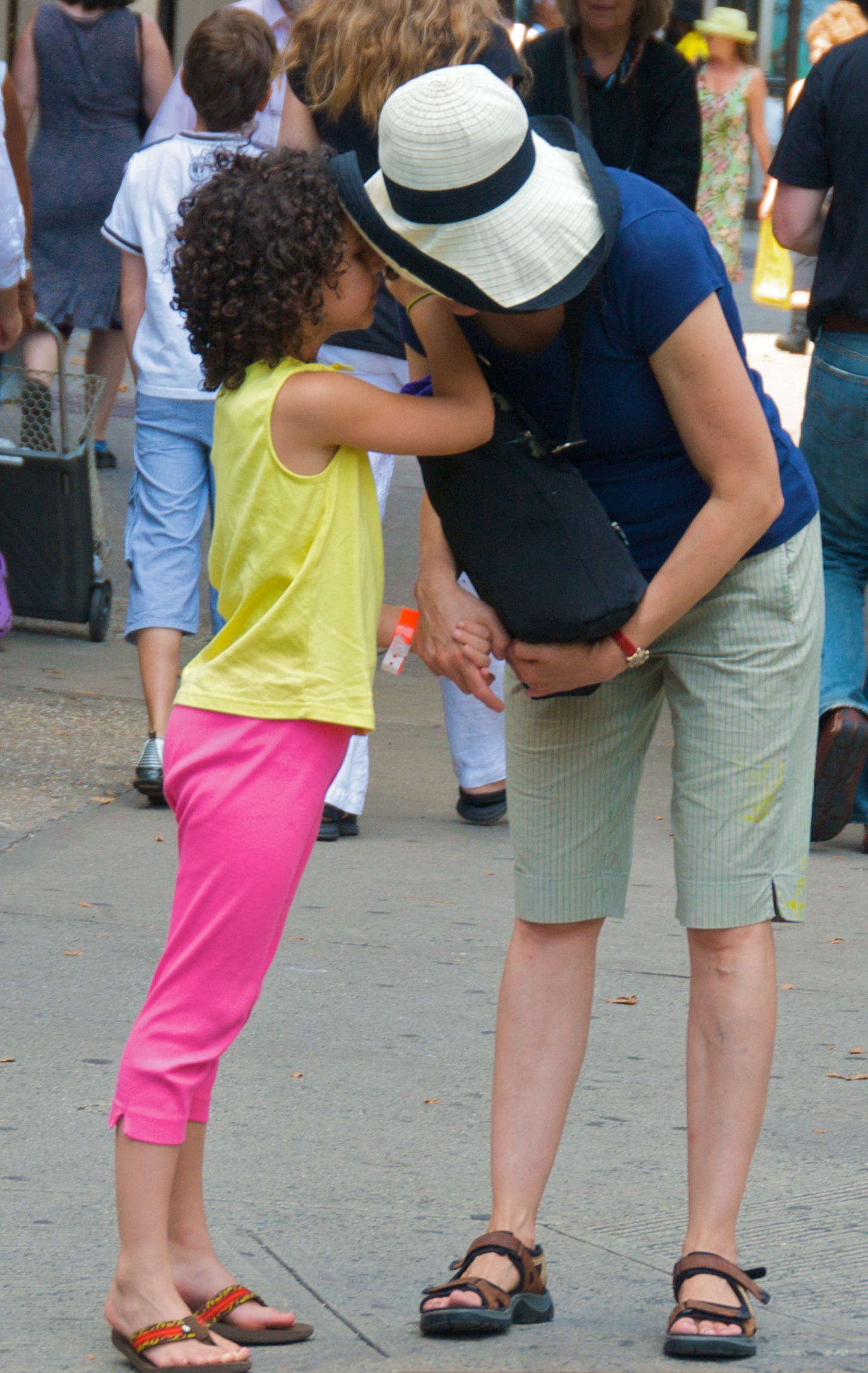
正在耳语的女孩。

耳语一般都是悄悄地说，不让附近的别的聆听者听清。例如，为在表达秘密信息时预防无意偷听，或在图书馆等比较安静的地方不打扰别人时，一般用耳语。大声耳语一般只用在戏剧性情景或强调词句时。耳语发声所需的气流比普通说话时要少，但如果用更少的力发声的话，会使得声带疲劳得更快。

## ASMR
在2010年，人们发现耳语是引发ASMR的途径之一。这种现象在一些相关YouTube视频中首次出现，人们对着摄像头轻声耳语，给予观众刺激。观众往往用这些视频帮助他们入睡或放松。